# Enrico Berlinguer

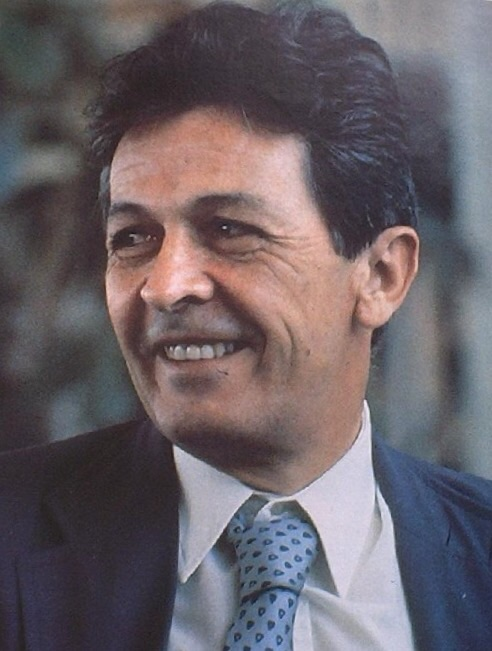

Enrico Berlinguer (IPA [berliŋ'gwɛr]) (* 25. Mai 1922 in Sassari, Sardinien; † 11. Juni 1984 in Padua) war ein italienischer Politiker. Er war von 1972 bis 1984 Generalsekretär der Kommunistischen Partei Italiens (Partito Comunista Italiano – PCI) und ein führender Vertreter des transnationalen Kommunismus, insbesondere des Eurokommunismus.

## Herkunft und Aufstieg zum Generalsekretär
Berlinguer wurde als Sohn von Maria Loriga und Mario Berlinguer in Sassari geboren. Sein Vater entstammte einer katholischen sardischen Adelsfamilie und war als Rechtsanwalt tätig, zunächst Mitglied in der Partito Repubblicano Italiano, später sozialistischer Senator.
Er war der Cousin von Luigi Berlinguer, der ebenfalls im PCI aktiv war, sowie von Francesco Cossiga, der als führender italienischer Christdemokrat später Präsident der Italienischen Republik wurde. Zu Berlinguers Verwandtschaft zählte außerdem auch Antonio Segni, ein weiterer führender Christdemokrat und Staatspräsident. Enricos Großvater Enrico Berlinguer senior war der Gründer von La Nuova Sardegna, einer wichtigen sardischen Zeitung, sowie ein persönlicher Freund Giuseppe Garibaldis und Giuseppe Mazzinis, denen er bei der parlamentarischen Arbeit gegen die Armut auf Sardinien half.
1937 nahm Berlinguer seine ersten Kontakte zu sardischen Antifaschisten auf. 1941 schrieb er sich nach seinem Schulabschluss zum Jurastudium an der Universität Sassari ein, beendete dieses aber kriegsbedingt ohne Abschluss. 1943 trat er dem PCI bei, wurde schnell Sekretär der Sektion Sassari und nahm am antifaschistischen Widerstandskampf teil. Im Folgejahr entlud sich in seiner Heimatstadt Sassari ein Aufstand, an dem er beteiligt war und deshalb eingesperrt, schon nach 3 Monaten aber wieder freigelassen wurde.
Unmittelbar nach seiner Haftentlassung brachte ihn sein Vater nach Salerno, der Stadt, in die sich die italienische Königsfamilie und die Regierung vor den Auseinandersetzungen zwischen Alliierten und Deutschen in Italien geflüchtet hatten. In Salerno stellte ihn Mario Berlinguer seinem Schulfreund Palmiro Togliatti vor, dem wichtigsten Repräsentanten der Kommunistischen Partei Italiens.
Togliatti sandte Enrico Berlinguer zurück nach Sardinien, wo er sich auf seine politische Zukunft vorbereiten sollte. Ende 1944 schlug Togliatti ihn zum nationalen Sekretär des Italienischen Kommunistischen Jugendverbandes FGCI vor. Nach seinem Umzug nach Mailand wurde er 1945 als jüngstes Mitglied in das Zentralkomitee seiner Partei gewählt. Von 1949 bis 1956 war er Generalsekretär des FGCI und von 1950 bis 1953 zudem Präsident des Weltbundes der Demokratischen Jugend, der internationalen marxistischen Jugendorganisation.
1946 stieg Togliatti zum Generalsekretär des PCI auf und rief Berlinguer an seine Seite nach Rom, wo er nach und nach in eine nationale Führungsrolle hineinwuchs.
Enrico Berlinguer war seit 1957 mit Letizia Laurenti, einer praktizierenden Katholikin, verheiratet, mit der er vier Kinder hatte: Bianca Maria (* 1959), Maria Stella (* 1961), Marco (* 1963) und Laura (* 1970). Tochter Bianca Maria arbeitete als Moderatorin der Nachrichtensendung TG 3 im staatlichen Fernsehsender Radiotelevisione Italiana (RAI).
1957 wurde Berlinguer Direktor der Zentralhochschule des PCI. Er leistete den bis dahin für die Verwendung in höherer Kaderfunktion nötigen, obligatorischen Aufenthalt in der Sowjetunion ab, einschließlich einer politischen Schulung. 1959 stieg er zum Vollmitglied des Parteivorstandes auf und war Hauptverantwortlicher für die Organisation. Von 1962 bis 1966 war er Mitglied des Sekretariats und wurde 1963 ins Politbüro gewählt. Seit 1968 war er Mitglied des italienischen Parlaments. 1969 wurde er auf dem Parteitag in Bologna zum Stellvertretenden Generalsekretär seiner Partei gewählt (der Generalsekretär war inzwischen Luigi Longo), und auf dem 13. Parteitag stieg er 1972 zum Generalsekretär des PCI auf.
Berlinguer verstarb am 11. Juni 1984 an den Folgen eines am 7. Juni 1984 erlittenen Schlaganfalls. In einem Nachruf charakterisierte das Nachrichtenmagazin Der Spiegel ihn als „aristokratischen Kommunisten“, dessen Auftreten, „höflich, bescheiden, schüchtern zuweilen“, den Italienern „die Askese der Macht“ vorgelebt habe und der durch seine persönliche Integrität auch über kommunistische Kreise hinweg Anerkennung gefunden habe.

## Togliattis „Wende von Salerno“
Der PCI war von Palmiro Togliatti im März 1944 nach seiner Rückkehr aus dem sowjetischen Exil als „Partei neuen Typs“ wiedergegründet worden – mit dem Ziel, sich von einer Kader- zu einer Massenpartei zu entwickeln. In Italien ermöglichte seine sogenannte „Wende von Salerno“ – Togliattis Eintritt in die bürgerliche Regierung von Ivanoe Bonomi – einen entscheidenden Beitrag der Resistenza zum Sieg über den Faschismus. Von 1944 bis 1945 bekleidete er dabei die Funktion des stellvertretenden Ministerpräsidenten und von 1945 bis 1946 die des Justizministers unter Alcide De Gasperi. Er strebte eine Volksfront mit der Sozialistischen Partei (PSI) an, um auf parlamentarischem Weg Staat und Gesellschaft zu revolutionieren. Dabei suchte er auch die Zusammenarbeit mit bürgerlichen Kräften, um soziale Ziele durchsetzen zu können. So entwickelte er 1956 die Idee des Polyzentrismus im Kommunismus, der „Einheit in der Vielfalt“ als politische Praxis.
Der PCI begann, die von der UdSSR gegenüber den USA betriebene Koexistenz selbst zu praktizieren. Schließlich wurde diese Koexistenz auch in der italienischen Innenpolitik umgesetzt: In den 1970er-Jahren öffnete Berlinguer die Partei für Beziehungen zur Industrie und, allgemein gesprochen, zu den konservativen Kräften der Gesellschaft. Er erklärte öffentlich, dass der PCI mit Interesse ein neues wirtschaftliches Entwicklungsmodell beobachte, ein Konzept, das Teil der Programmatik von Industriellen und Unternehmern war. Zu diesem Konzept gehörte vor allem die Ansiedlung von Großindustrie im Mezzogiorno, dem wirtschaftlich unterentwickelten und armen Süden Italiens, wie z. B. der Bau eines Italsider-Stahlwerks in Bagnoli, einem Viertel Neapels, sowie der Bau des Autowerks „Alfasud“ von Alfa Romeo. Italsider errichtete außerdem ein Stahlwerk bei Tarent, und Fiat plante ein Werk in Kalabrien.

## Protagonist des Eurokommunismus

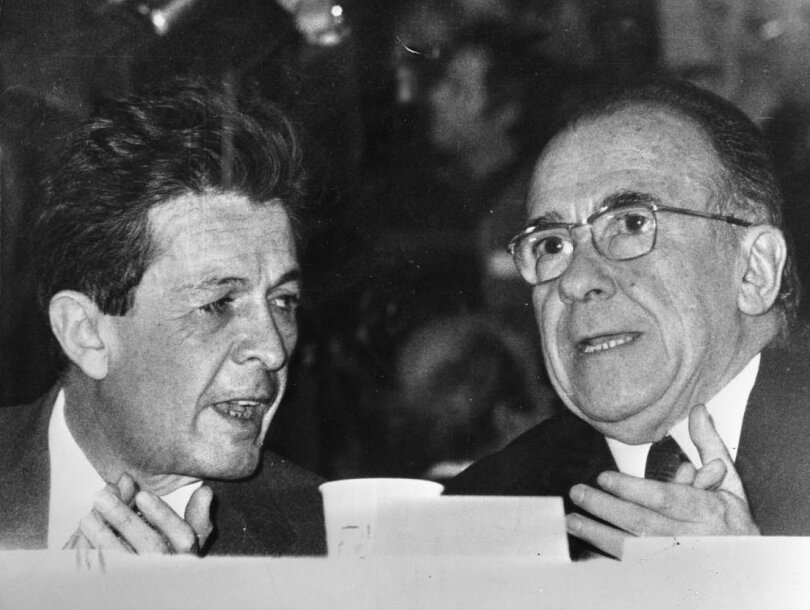
Berlinguer mit dem spanischen Kommunistenführer Santiago Carrillo im Jahr 1976.

Berlinguer war bereits seit 1964 – insbesondere seit dem Moskauer Kongress der Kommunistischen Parteien von 1969 – weit über Italien hinaus als Vertreter einer Strömung innerhalb des PCI bekannt, die einen autonomen Kurs ihrer Partei gegenüber der KPdSU suchte. Die von Berlinguer angeführte italienische Delegation in Moskau stimmte 1969 der offiziellen Linie nicht zu und weigerte sich, das Schlussdokument mit zu beschließen. Berlinguer hielt unter den wichtigsten kommunistischen Kadern eine der aufsehenerregendsten Reden, die jemals in der Sowjetunion gehalten wurde. Darin lehnte er es ab, die chinesischen Kommunisten zu „exkommunizieren“, und verdeutlichte gegenüber Leonid Breschnew, dass die „Tragödie von Prag“ – die Invasion des Warschauer Pakts in die Tschechoslowakei – die Unterschiedlichkeit der Konzepte über fundamentale Themen wie nationale Souveränität, sozialistische Demokratie und die Freiheit der Kultur in der internationalen kommunistischen Bewegung klar zutage gefördert habe.
In den 1970er-Jahren wurde Berlinguer vor allem als Protagonist des von einigen westeuropäischen KPs (derer Italiens, Frankreichs und Spaniens, der Linkspartei Schwedens u. a.) propagierten, sogenannten Eurokommunismus bekannt, den auch die australische und die japanische KP aufgriffen. Kerngedanke war die Überwindung des beschränkten sozialen und politischen Einflusses der kommunistischen Parteien als gesellschaftlicher Minderheit durch die Teilnahme an der parlamentarischen Demokratie und den aus ihr hervorgehenden Regierungen. Diese reformistische Ideologie schloss eine Regierungszusammenarbeit mit bürgerlichen und sozialdemokratischen Parteien ein. Dafür verlangten die bürgerlichen Parteien die Aufgabe grundsätzlicher marxistischer und leninistischer Positionen, wie z. B. des Konzepts einer „Diktatur des Proletariats“.
Während Spaniens PCE unter Santiago Carrillo kaum über Deklarationen hinauskam und die PCF bald auf Distanz ging, wurde der Eurokommunismus in Italien unter Berlinguer fast ein Jahrzehnt lang zur beherrschenden Strömung im PCI.
An der Schwelle zu den 1970er-Jahren war Berlinguer bei den „revolutionären Massenunruhen“ – den Streiks für höhere Löhne und bessere Arbeitsbedingungen unter den Arbeitern in der Industriemetropole Turin, der Zentrale des FIAT-Konzerns – selber vor Ort dabei. Die Erfolge trugen zum wachsenden Masseneinfluss des PCI bei und begründeten sein hohes Ansehen an der Basis.

## Einflüsse aus Jugoslawien und der Tschechoslowakei
Die Wurzeln des Eurokommunismus lassen sich bis zum Ausgang des Zweiten Weltkrieges zurückverfolgen. 1948 erklärte Tito unter dem Eindruck der sowjetischen Bevormundung und wirtschaftlichen Erpressung für Jugoslawien einen eigenen Weg zum Sozialismus, der mit einer Wirtschaftsblockade beantwortet, aber dennoch von Tito weiter verfolgt wurde. Die Politik der KPdSU, die seit Chruschtschow die Möglichkeit der Koexistenz von Kommunismus und Kapitalismus propagierte, führte zum Konflikt mit der Kommunistischen Partei Chinas (Mao forderte viel radikalere Positionen und ein sofortiges Anstreben der kommunistischen Weltrevolution) und zu Fehlentwicklungen in den sozialistischen Staaten Osteuropas. Berlinguer griff als vom Parteisekretariat mit internationalen Aufgaben Betrauter in die Auseinandersetzungen zwischen KPdSU und KPCh differenziert ein. 1968 verurteilte Berlinguer die Intervention des Warschauer Paktes in der Tschechoslowakei. Es begann ein Spaltungsprozess innerhalb der internationalen kommunistischen Bewegung, der zu einer Isolation der KPdSU gegenüber ihren westlichen Pendants führte. Dies ebnete langfristig Michail Gorbatschow den Weg an die Macht, da dieser das Ziel verfolgte, die kommunistische Gesellschaft der Sowjetunion gegenüber dem Ausland wieder zu öffnen und sich auf sozialdemokratische Positionen hin neu zu orientieren.

## NATO – Schutzschild für Sozialismus?
1974 reiste Berlinguer nach Belgrad, um Jugoslawiens Präsidenten Tito zu treffen und weiter Kontakte zu anderen wichtigen Kommunistischen Parteien in Europa, Asien und Afrika aufzunehmen. In Moskau bestätigte Berlinguer 1976 erneut die autonome Position des PCI gegenüber der KPdSU. Vor 5.000 Delegierten sprach er von einem pluralistischen System (vom Übersetzer als vielgestaltig übersetzt) und beschrieb die Absicht des PCI, einen Sozialismus aufzubauen, der, wie wir glauben, nur in Italien notwendig und möglich ist. Als Berlinguer schließlich die Verurteilung jedweder Art von Intervention als Standpunkt des PCI erklärte, war der Bruch mit Moskau perfekt. Die sowjetische Führung vertrat die Ansicht, Italien leide bereits unter der „Intervention“ der NATO und daher sei die einzige Intervention, die ein italienischer Kommunist nicht erleiden könne, die sowjetische. In einem Interview mit der italienischen Tageszeitung Corriere della Sera erklärte Berlinguer daraufhin, er fühle sich unter dem Schirm der NATO sicherer. Eine weitere Moskauer Rede, mit der Berlinguer wenige Monate später bei den Sowjets Argwohn erregte, wurde in der Prawda nur in einer zensierten Version veröffentlicht.
Neben der berechtigten Kritik an sozialistischen Deformierungen innerhalb der UdSSR und an der Führungsrolle der KPdSU beteiligte sich der PCI zudem an der Kritik der sowjetischen Außenpolitik. Die Parteizeitung des PCI, L’Unità, kritisierte z. B. 1976 die Erschießung eines italienischen kommunistischen Lkw-Fahrers durch DDR-Grenzsoldaten bei der Abfertigung an der innerdeutschen Grenze. 1980 kritisierte Berlinguer gemeinsam mit Santiago Carrillo die Intervention der UdSSR in Afghanistan. Als die UdSSR 1981–1982 nur deshalb von einer Intervention in Polen nach dem Prager Vorbild absah, weil General Wojciech Jaruzelski in einem Putsch gegen die Verfassung der Volksrepublik Polen die Macht an sich riss, wurde auch diese Einflussnahme von Berlinguer und Carrillo kritisiert.
Der PCI akzeptierte die „Spielregeln der bürgerlichen Demokratie“, übernahm das westliche Staatsmodell, für das er lediglich eine „demokratische Transformation“ forderte, erkannte das marktwirtschaftliche System an und proklamierte einen eigenen „Weg zum Sozialismus“. Auf dem Parteitag, der 1972 Berlinguer zum Generalsekretär des PCI wählte, bekannte sich die Partei zur „pluralistischen Demokratie“ und zu den individuellen „bürgerlichen Freiheitsrechten“.

## Wachsender parlamentarischer und gesellschaftlicher Einfluss
Der PCI war zu Beginn der 1970er Jahre mit über zwei Millionen Mitgliedern und über 30 Prozent der Wählerstimmen die stärkste und politisch einflussreichste Kommunistische Partei in der damaligen EWG. Im Parlament steigerte er seit den 1960er-Jahren kontinuierlich die Anzahl seiner Sitze und belegte schließlich 1976 mit knapp 34 Prozent und nur fünf Prozent Abstand hinter der Democrazia Cristiana (DC), der führenden Regierungspartei, den zweiten Platz. Bei den Parlamentswahlen im Juni 1976 erreichte der PCI sein historisch bestes Ergebnis. Berlinguer wurde auch in den bürgerlichen Medien als Schlüsselfigur der italienischen Politik anerkannt. Die große Bedeutung und Außenwirkung dieser parlamentarischen Erfolge stärkte die sozialdemokratische Strömung der Partei, die sich als Wortführerin des Eurokommunismus durchsetzte.
Während die Reformisten zu dieser Zeit bereits an die Umwandlung des PCI in eine sozialdemokratische bzw. sozialistische Partei dachten, setzte Berlinguer unter eurokommunistischen Vorzeichen auf den Erhalt der revolutionären Potenzen und ihre Nutzung in der Regierungszusammenarbeit mit der DC. Dass die Basis der Partei sich in den 1970er-Jahren weitgehend dem reformistischen Kurs unterordnete, gründete in ihrem Vertrauen darauf, dass Berlinguer sich nach wie vor auf diese kämpferischen Positionen stützen würde.

## Historischer Kompromiss
1973, als Berlinguer nach einem Autounfall während seines Bulgarienbesuchs im Krankenhaus lag, schrieb er für das kommunistische Wochenmagazin Rinascita drei berühmte Artikel:
- Riflessioni sull’Italia (Reflexionen zu Italien),
- Dopo i fatti del Cile (Nach den Tatsachen von Chile),
- Dopo la golpe del Cile (Nach dem Putsch in Chile).

Darin erörterte er die Strategie des sogenannten Compromesso storico („Historischer Kompromiss“), die Hypothese einer Koalition zwischen PCI und DC, um in einer Zeit ernster wirtschaftlicher Krisen und angesichts der Putschbestrebungen einiger Kräfte die politische Stabilität in Italien zu sichern.
Hauptziel des PCI war eine Regierungsbeteiligung mit dem Zweck der Umgestaltung von Wirtschaft und Gesellschaft, was auch de facto zu einem Compromesso storico in Form von Verhandlungen mit der DC führte. Berlinguers Ziel war es, an Gramscis Definition des „Historischen Blocks“ anzuknüpfen. Den Ausgangspunkt lieferte in seinen Augen die Notwendigkeit, gegen die nach dem Sturz Allendes gewachsene faschistische Gefahr ein breites Bündnis unter Einschluss der DC zu bilden.
Berlinguer unternahm kleine Schritte, die im PCI einen Konsens darüber entwickelten, den anderen gesellschaftlichen Gruppen näherzukommen. Nach der überraschenden Öffnung 1970 gegenüber den konservativen Kräften der Gesellschaft publizierte er einen Briefwechsel mit dem Bischof von Ivrea, Luigi Bettazzi. Dies war insofern überraschend, als jede gemeinsame Plattform seit der Exkommunikation aller Kommunisten durch Papst Pius XII. kurz nach dem Zweiten Weltkrieg ziemlich unwahrscheinlich erschien. Es geschah auch in der Absicht, während der Jahre der schlimmsten Gewalt durch die Roten Brigaden den populären Anschuldigungen entgegenzutreten, der PCI würde linke Terroristen schützen. In diesem Zusammenhang öffnete sich der PCI für katholische Mitglieder – es entstand eine öffentliche Debatte über die Kontaktmöglichkeiten. Bemerkenswerterweise wurde Berlinguers eigene katholische Familie nicht aus ihrer strikt respektierten Privatsphäre gerissen.
Nach dem sensationellen Sieg bei den Parlamentswahlen im Juni 1976 (der PCI erreichte 34,4 % der Stimmen) begannen die Verhandlungen über einen Regierungseintritt. Der PCI befand sich hierfür in einer starken Position, die er aber nicht für eine Regierungsbeteiligung nutzen konnte. Als zweitstärkste Fraktion belegte er in der Abgeordnetenkammer 227 Sitze und stellte dort den Präsidenten, im Senat den Vizepräsidenten. Sieben Kommunisten leiteten Parlamentsausschüsse. In den Regionen beteiligte sich die Partei an fast der Hälfte der Regierungen. In allen Großstädten (Mailand, Bologna, Rom, Neapel u. a.) stellte sie die Mehrheit in den Stadtparlamenten und regierte zusammen mit den Sozialisten. In 1.362 von 8.068 Städten stellte sie den Bürgermeister. Die vom PCI und dem Partito Socialista Italiano gestellten Vertreter entsprachen – von den Gemeinde- bis zu den Regionalparlamenten – 52,8 % der Wählerschaft. Eine Regierungsbeteiligung der Kommunisten wurde international jedoch äußerst kritisch beurteilt: Helmut Schmidt, der damalige sozialdemokratische Bundeskanzler, kündigte für diesen Fall an, dass die dem italienischen Staat gewährten Kredite von der Bundesrepublik Deutschland vorzeitig zurückgefordert würden. Während des Weltwirtschaftsgipfels in Puerto Rico 1976 wurde dieses von den beteiligten Staaten auch öffentlich bekanntgegeben. Schmidt und amerikanische Politiker dachten zudem laut darüber nach, inwiefern sich durch eine Regierungsbeteiligung des PCI auch Italiens Stellung innerhalb der NATO verändern würde.

## Die „parlamentarisch-programmatische Mehrheit“
Nach den Wahlen 1976 begann der PCI, seine reformistischen Bestrebungen in die Praxis umzusetzen. Im Rahmen der sogenannten „Regierung der nationalen Solidarität“ tolerierte die stärkste Oppositionspartei das von der DC gebildete Minderheitskabinett. Berlinguer erklärte jedoch, dass Italien zur Bewältigung der Krise ein starkes, kraftvolles Kabinett in Form einer „Notstandsregierung“ benötige. Der PCI stützte die ohne eigene Mehrheit regierende DC, indem er sich bei Abstimmungen im Parlament der Stimme enthielt. 1978 stimmte er auf der Grundlage eines nun offiziell vereinbarten Abkommens, das seinen Eintritt in die Regierung jedoch erst zu einem späteren, zeitlich nicht fixierten Zeitpunkt vorsah, für das von dem DC-Politiker und US-Vertrauensmann Giulio Andreotti gebildete Kabinett. Für die in Aussicht gestellte Regierungsbeteiligung und das – niemals eingehaltene – Versprechen, soziale und ökonomische Reformen einzuleiten, verhinderte er durch Stimmenthaltung die Abwahl der Minderheitsregierung. Außerdem erklärte er sich bereit, rigorose Sparmaßnahmen der Regierung mitzutragen und mäßigend auf den diesbezüglichen Widerstand der Gewerkschaften einzuwirken.
Im Juni 1978 wurde Staatspräsident Giovanni Leone in einer auch vom PCI unterstützten Kampagne wegen kleinerer Bestechungen beschuldigt und zum Rücktritt gebracht. Die Wahl des sozialistischen Veteranen Alessandro Pertini zum Staatsoberhaupt kam auch mit Berlinguers Unterstützung zustande, zeigte aber nicht die von ihm erwarteten Effekte.
Am Tag der Vereidigung eines neuen Kabinetts wurde Aldo Moro entführt. Berlinguer rief zur Entschlossenheit auf und lehnte Verhandlungen mit den Roten Brigaden ab. Diese wollten Moro gegen einige Inhaftierte austauschen und hätten sich, wie einer der Beteiligten später behauptete, letztlich mit ein paar symbolischen Handlungen und öffentlichen Erklärungen zufriedengegeben. Die Standhaftigkeit des PCI zahlte sich allerdings nicht aus. Durch den Fall Aldo Moro geriet die Partei erneut in die gesellschaftliche Isolation.
Konkrete Maßnahmen zur Zurückdrängung der „faschistischen Gefahr“ wie z. B. ein Austausch antidemokratischer Befehlshaber in Polizei und Armee wurden nicht veranlasst. Damit war der PCI vom Ziel seiner ursprünglichen Absichten immer noch weit entfernt. Dennoch setzte Berlinguer die Zusammenarbeit mit der DC fort, gegen heftige Proteste nicht nur von der PCI-Basis, sondern auch von Teilen des Parteiapparates und darüber hinaus der übrigen Linken (Manifesto, Proletarische Demokratie, Partei der Proletarischen Einheit). Schließlich erklärte der PCI-Vorsitzende Luigi Longo, es könne nicht darum gehen, das von der DC beherrschte „Machtsystem zu verteidigen“, sondern es komme darauf an, das Erbe der Resistenza zu wahren.
Gegen den Widerstand der Reformisten, die mit der Regierung weiter zusammenarbeiten wollten, erklärte Berlinguer im Januar 1979 die parlamentarische Kooperation für beendet. Der Historische Kompromiss war gescheitert – anstelle der geforderten Zurückdrängung der Rechtsextremen sah sich der PCI mit einer Rechtswende in der Politik konfrontiert. Die Partei verlor in den folgenden Jahren etwa ein Drittel ihrer Mitglieder und acht Prozent der Wähler. In einer Rückbesinnung auf die Ideen ihres Gründers Antonio Gramsci strebte sie nun die „kulturelle Hegemonie“ in der Gesellschaft an. Diese anfangs erfolgreiche Strategie wurde durch die Privatisierung der elektronischen Medien, insbesondere durch die privaten Fernsehsender Silvio Berlusconis durchkreuzt.

## „Heimkehr zur Sozialdemokratie“
Wie der Historiker Giorgio Galli in seiner Storia del PCI (Mailand 1993, S. 294 ff.) schreibt, litt Berlinguer schwer unter der Niederlage, für die er sich persönlich verantwortlich fühlte. Dies kam auch in seinem sich verschlechternden Gesundheitszustand zum Ausdruck. Wenn er seine wiederholt geäußerten Rücktrittsabsichten letztlich doch nicht wahr machte, dann vor allem deshalb, weil in seinen Augen kein fähiger Nachfolger zur Stelle war und er eine tiefergehende Sozialdemokratisierung seiner Partei befürchtete. Nach seinem Tod am 11. Juni 1984, dem eine intrazerebrale Blutung während seiner Rede auf einer Kundgebung vorausging, bestätigte die weitere Entwicklung des PCI seine Besorgnis. Die Partei verfügte über keinen Nachfolger seines Formats. Die von ihm gewissermaßen gezügelte sozialdemokratische Strömung bekam freie Hand. Bereits 1986 leitete sein Nachfolger Alessandro Natta die „reformistische Wende“ ein: Die revolutionäre Orientierung der Partei wurde aufgegeben – ein Schritt, den die sozialdemokratischen Parteien Europas schon einige Jahrzehnte zuvor vollzogen hatten (z. B. die SPD mit dem Godesberger Programm 1959). Auf dem Parteitag im März 1989 wurde, im Schatten des Reformkurses von Michail Gorbatschow und des Niedergangs des Realsozialismus in der Sowjetunion und anderswo, die „Heimkehr zur Sozialdemokratie“ offen verkündet und im Januar 1991 durch die Umwandlung des PCI in die Demokratische Linkspartei (Partito Democratico della Sinistra, später: Democratici di Sinistra) abgeschlossen.

## Einordnung
Berlinguers Haltung in der Phase des Eurokommunismus war aus der Sicht traditioneller Kommunisten widersprüchlich. Die Zeitung der Partei der Kommunistischen Neugründung, Liberazione, schrieb zu seinem 15. Todestag am 11. Juni 1999, er habe den Ausgleich zwischen dem linken und dem rechten Flügel gesucht, sei ein „Mann der Vermittlung“ und als solcher ein „Zentrist“ gewesen. Man kann davon ausgehen, dass er den von Achille Occhetto (seit 1988 Generalsekretär) eingeschlagenen Weg der Umwandlung des PCI in eine sozialdemokratische Partei nicht gegangen wäre: Die neue Partei hat ihre kommunistischen Traditionen praktisch ganz aufgegeben und dadurch an gesellschaftlichem Einfluss hinzugewonnen; als stärkste Kraft der seither gebildeten Mitte-links-Regierungen hat sie sich zudem mit anderen Sozialdemokraten (Socialisti Democratici Italiani), Christdemokraten (Democrazia è Libertà – La Margherita), Liberalen (Italia dei Valori) und Grünen (Federazione dei Verdi) gegen das konservative Lager um Silvio Berlusconi verbündet. 2008 ging sie in der neuen Mitte-Links-Partei Partito Democratico auf. Von den meisten Beobachtern wird Berlinguers Wirken, sein Bekenntnis zu Demokratie und Pluralismus, heute positiv beurteilt. Auch ehemalige Gegner (wie z. B. Armando Cossutta), die dies einst als „Verrat an der Revolution“ brandmarkten, loben heute seine Weitsicht. Innerhalb der traditionsbewussten Partito della Rifondazione Comunista ist er dagegen weiterhin umstritten.

## Schriften
- Enrico Berlinguer: Für eine demokratische Wende. Ausgewählte Reden und Schriften 1969–1974. Herausgegeben vom Institut für Gesellschaftswissenschaften beim ZK der SED. Dietz-Verlag, Berlin 1975
- Enrico Berlinguer: Die internationale Politik der italienischen Kommunisten: Reden und Schriften 1975/76. Klett-Cotta, Stuttgart 1978. ISBN 3-12-910790-8

## Film
- Berlinguer ti voglio bene, 1977, Komödie von Giuseppe Bertolucci mit Roberto Benigni
- Prima della fine - Gli ultimi giorni di Enrico Berlinguer, 2024, Dokumentarfilm von Samuele Rossi
- Berlinguer La grande ambizione, 2024, Spielfilm von Andrea Segre[4]